# Ramkola
Ramkola es un pueblo y nagar Panchayat situado en el distrito de Kushinagar en el estado de Uttar Pradesh (India). Su población es de 14433 habitantes (2011). 

## Demografía
Según el censo de 2011 la población de Ramkola era de 14433 habitantes, de los cuales 8402 eran hombres y 7715 eran mujeres. Ramkola tiene una tasa media de alfabetización del 88,82%, superior a la media estatal del 67,68%: la alfabetización masculina es del 77,02%, y la alfabetización femenina del 59,64%.